# 울주 향산리 지석묘
울주 향산리 지석묘(蔚山 香山里 支石墓)는 울산광역시 울주군 상북면에 있는 지석묘이다. 1998년 10월 19일 울산광역시의 기념물 제22호로 지정되었다.

## 개요
향산리 지석묘는 상북면 향산리 함박들 맞은편에 위치하며, 상북면 일대에 남아 있는 가장 큰 지석묘 가운데 하나로, 그 보존 상태가 양호하다. 현재 남아 있는 덮개돌은 길이 310cm, 너비 300cm, 두께 90cm정도이다.
마을 사람들은 조선시대에 정대업 장군이 무예를 닦던 바위라 하여 일명 ‘장군바위’라 부르고 있으며, 덮개돌 위에 7개의 성혈(性穴)이 남아 있어 ‘칠성바위’라고도 한다. 덮개돌에 나타나는 성혈은 여성 성기의 상징으로 풍요와 다산(多産)의 의미로 해석되기도 하고, 태양을 상징하는 것으로 보기도 한다. 아이를 낳지 못하는 부인들이 작은 돌로 성혈을 열심히 문질러서 그 돌이 바위에 붙으면 아들을 낳는다는 이야기가 널리 전해 오고 있다.
이 지석묘는 상북지역 청동기시대의 사회·정치·문화 등을 연구할 수 있는 중요한 자료로 평가된다.

## 참고 자료
- 울주 향산리 지석묘 - 국가유산청 국가유산포털